# Calohippus callosus
Calohippus callosus är en insektsart som först beskrevs av Marius Descamps 1977.  Calohippus callosus ingår i släktet Calohippus och familjen gräshoppor. Inga underarter finns listade i Catalogue of Life.